# 平良いずみ
平良 いずみ（たいら いずみ、現姓:照屋、1977年1月2日 - ）は、元沖縄テレビ放送報道制作局報道部部長でアナウンサー、映画監督。身長163cm。

## 概要
沖縄県那覇市の出身で、沖縄県立那覇高等学校から琉球大学法文学部地域社会科学コースへ進学。大学卒業後の1999年に、アナウンサーとして地元の沖縄テレビ放送へ入社した。本来の志望は記者職であったが、当時の日本国内の放送局では女性の採用が少なかったことから、専門職として女性に門戸を開いているアナウンサー試験で全国の放送局を行脚したという。ちなみに沖縄テレビではアナウンサーも報道制作局の報道部に所属している。
沖縄テレビへの入社後は、沖縄ローカルの報道・情報番組に加えて、フジテレビ系列で放送される全国ネット番組（『めざましテレビ』『FNS27時間テレビ』など）にも随時出演。所属部署の報道部では、主任や副部長を経て、2017年3月1日から部長相当の待遇を受けている。
また、報道キャスターとしての活動と並行しながら、『過疎の村に響く子守歌』（2006年）の制作を皮切りにドキュメンタリーのディレクターとしても活動。以降に制作した作品で、数々の表彰を受けている（詳細後述）。2018年に制作した『菜の花の沖縄日記』は、同年の第38回『地方の時代映像祭』でグランプリ、日本民間放送連盟賞のテレビ報道番組部門で優秀賞を受賞するなど、沖縄県内の放送局が制作したドキュメンタリーで初めての快挙を成し遂げた。2018年は沖縄テレビの開局60周年にも当たることから、平良は横山隆晴（フジテレビで長らくドキュメンタリーのプロデューサーを務めていた近畿大学教授）のアドバイスをきっかけに、開局記念企画の一環で『菜の花の沖縄日記』の実写映画化に着手。『ちむぐりさ　菜の花の沖縄日記』というタイトルで、沖縄県内を皮切りに、2020年から日本全国の劇場で順次公開されている。このような実績が高く評価されたため、2019年には、日本女性放送者懇談会の放送ウーマン賞を受賞した。
プライベートでは、2005年に結婚。報道部の副部長と『みんなのニュース おきCORE』木・金曜日のメインキャスターを兼務していた2015年に第1子を懐妊したため、同年8月から1年間の産前産後休暇を取得したうえで出産に至った。
産後休暇を経て、2016年10月から『みんなのニュース　おきCORE』のメインキャスターに復帰。復帰後は、ドキュメンタリーの制作を再開する一方で、『おきCORE』→『OTVプライムニュース』→『OTV Live News it!』でキャスターを務めてきた。沖縄の本土復帰50周年に当たる2022年には、3月18日にNHK沖縄放送局（5月16日の未明にNHK総合テレビの全国向け「ミッドナイトチャンネル」）で放送された『きんくる 〜沖縄金曜クルーズ〜』の本土復帰50年特集第5回「どこにもないテレビ」に、沖縄テレビの現職社員を代表してVTRで出演している。
平日夕方のローカル報道・情報番組で（産前産後休暇などをはさんで）延べ15年間（『OTVスーパーニュース』→『おきCORE』→『OTVプライムニュース』→『OTV Live News it!』の4番組）にわたって一部の曜日でメインキャスターを務めてきたが、『OTV Live News it!』月・火曜日のメインキャスターを2022年3月31日で退いてからは、ドキュメンタリーの制作や報道系の取材に軸足を置いている。その関係で「沖縄テレビキャスター」という肩書を随時用いているが、実際には定時ニュースなどでアナウンサーとしての活動も続けている。

### 受賞歴
- 2009年：ディレクターを務めた『ヘリコプターを私にください』が、FNSドキュメンタリー大賞の特別賞を受賞[3]。
- 2011年：ディレクターを務めた『どこへ行く、島の救急ヘリ～続・ヘリコプターを私にください～』が、日本民間放送連盟賞・テレビ報道部門優秀賞[10]や、第49回ギャラクシー賞の奨励賞[11]を受賞。
- 2012年：第50回ギャラクシー賞において、『復帰を知る』（当時キャスターとして出演していた『OTVスーパーニュース』内のシリーズ企画）が報道活動部門で優秀賞[12]、『おなじ空の下で』（いずれもディレクターを担当）が奨励賞[13]を受賞。
- 2013年：ディレクターを務めた『沈黙を破る時～米軍機墜落の恐怖、今なお～』が、第51回ギャラクシー賞の奨励賞[14]や、FNSドキュメンタリー大賞の特別賞を受賞。
- 2015年：ディレクターを務めた『まちかんてぃ～明美ばあちゃんの涙と笑いの学園奮闘記』が、日本民間放送連盟賞のテレビ教養番組部門で優秀賞を受賞[15]。
- 2018年：ディレクターを務めた『菜の花の沖縄日記』が、第38回「地方の時代」映像祭のグランプリや、日本民間放送連盟賞・テレビ報道番組部門の優秀賞を受賞。
- 2020年：上記の作品や『ちむぐりさ　菜の花の沖縄日記』が「感動的なドキュメンタリー」「生活者に寄り添った視点が秀逸」と評価されたこと[16]を背景に、放送ウーマン賞2019を松原文枝（テレビ朝日）と共同で受賞[17]。

## アナウンサーとしての担当番組
- OTVスーパーニュース（月 - 水曜日メインキャスター、キャスターとしては2007.4 - 2008.3、2009.4 - 2015.3）
- FNN OTVニュース（水曜日担当）
- ガチャウマ!（1999.11 - 2001.3）
- ディキヤーズ（2006.4 - 2006.12）
- めざましテレビ（沖縄情報キャスター 2000 - 2007）
- FNS27時間テレビ（沖縄テレビ代表）
- 女子アナスペシャル（沖縄テレビ代表）
- めざましテレビ公認 わがまま!気まま!旅気分（沖縄テレビ制作分に出演）
- くらしと経済 - ナビゲーター（2008年10月まで担当）
- みんなのニュース おきCORE（木・金曜日メインキャスター、2015.3 - 2015.8、2016.10 - 2018.3）
- OTVプライムニュース（木・金曜日メインキャスター）
- OTV Live News it!（木・金曜日→月・火曜日メインキャスター、2019.4 - 2022.3）